# 邦蒂號叛變事件

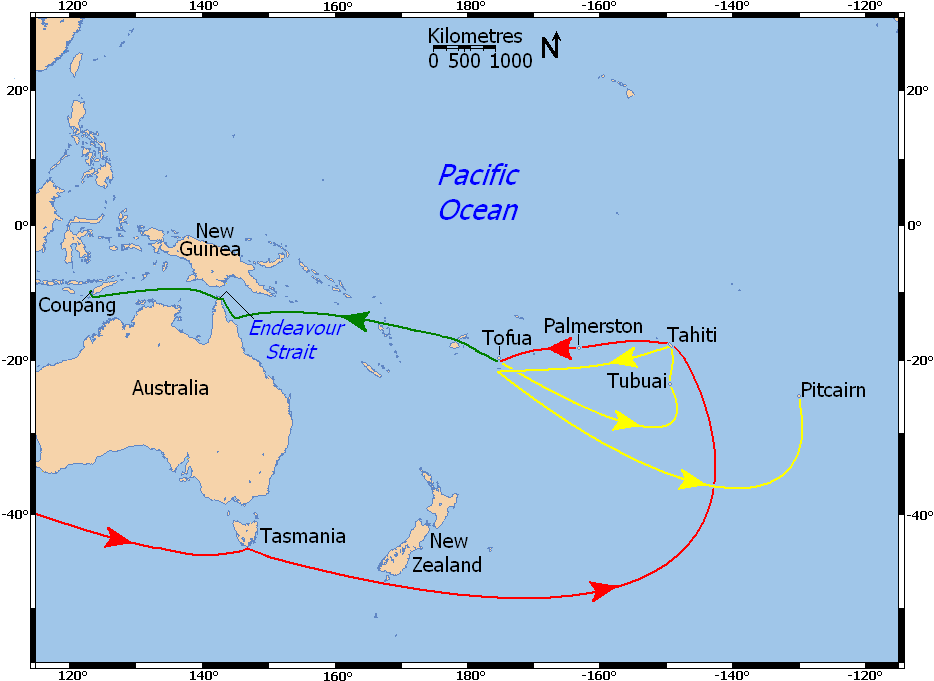
1788–1790年间邦蒂號在太平洋上的航程,
邦蒂號前往塔希提岛，直到1789年4月28日叛变的航程
叛变后邦蒂號的行动，由克里斯蒂安领导
布萊驾驶小艇前往帝汶岛的路线

邦蒂號叛變事件（英語：Mutiny on the Bounty）是英國皇家海軍邦蒂艦上所發生的一次叛變事件，發生於1789年4月28日。邦蒂艦上的船員，推舉弗莱切·克里斯蒂安，一同對抗船長威廉·布萊。船員成功的罷免了船長。叛變的船員將船長威廉·布萊以及忠於他的船員驅逐到小艇上，剩下的船員則駕船離開。叛變船員最後分別定居在大溪地，或是皮特凯恩群岛，邦蒂艦則在皮特凯恩群岛附近的海上燒燬。
布萊的小艇經過3,500海里的航行於1790年4月安全回到英國。海軍部派遣潘朵拉號逮捕叛亂分子。潘朵拉號在大溪地找到了十四名叛亂船員，並將他們逮捕關在船上，但潘朵拉號不知道克里斯蒂安等人躲在皮特凱恩群島，搜尋工作沒有結果。在回英國的途中，潘朵拉號在大堡礁擱淺，31名船員和4名來自邦蒂號的囚犯喪生。10名倖存的囚犯於1792年6月抵達英國。他們受到軍法審判：四人被無罪釋放，三人被赦免，三人被絞死。直到1808年美國船隻Topaz在皮特凱恩群島登陸，才意外發現克里斯蒂安等人的下落，當時只有一個叛變者約翰·亞當斯仍然活著，其他的同黨（包括克里斯蒂安在內）都被彼此或他們的波利尼西亞同伴殺死。亞當斯後來沒有受到任何處分。
邦蒂艦叛變船員的後代至今仍住在皮特凯恩群岛。電影《叛艦喋血記》即是取材於這個故事。